# 久我堯通
久我 堯通（こが たかみち）は、江戸時代前期の廷臣。久我家24代当主。
権中納言・久我通前の子。官位は正五位下・左近衛少将。